# Ekkodalen
Ekkodalen på Bornholm er Danmarks længste sprækkedal. Den strækker sig 12 km fra Vallensgård Mose gennem Almindingen og videre gennem Flæskedal, Kløvedal og Kelseådal til Saltuna på Bornholms nordøstkyst. 
Ekkodalen hed oprindeligt Kodalen, formentlig fordi bønderne ved kongelig forordning af 1658 havde fået rettigheder til fri græsning for deres kvæg her.[kilde mangler] Første gang navnet Ekkodalen optræder på et kort, skulle være i 1746, hvor en eller anden har tilføjet EC foran navnet Kodalen, hvorved Kodalen blev til Eckodalen. Andre hævder, at det var Bornholms første skovrider, Hans Rømer, der fandt på navnet.
De stejle klipper langs Ekkodalens ene side kaldes Styrtebakkerne. De hed oprindeligt Stortebakkene, der er et gammelbornholmsk udtryk for højdedrag med en brat, lodret klippevæg. Navnet har derfor intet at gøre med "at styrte", som det af og til fortælles i folkemunde.
I Ekkodalen er der mindesmærker for legatstifteren Marie Koefoeds Støtte og Hans Rømers Minde samt ved klippevæggen, hvor en ung spejder, Johannes V. Andersen, omkom efter et fald i 1947.
Hans Rømer var holtsførster (skovrider) og indhegnede i 1809 skoven med det endnu eksisterende imponerende stengærde – til bøndernes store fortrydelse, da de derved mistede deres frie græsningsret. Rømer virkede som skovrider i perioden 1800-36, hvor han skabte Almindingen, der er Danmarks tredjestørste skov. Han stensatte og navngav H.C. Ørsteds kilde, og han byggede ved Ekkodalen bindingsværksejendommen Rømersdal, som stadig er bolig for statsskovrideren.
Ekkodalen ligger i Natura 2000 område nr. 186 Almindingen, Ølene og Paradisbakkerne.

## H.C. Ørsteds Kilde
Det bedste ekko fås ved H.C. Ørsteds Kilde, små 20 meter til venstre ad stien ved indgangen til Ekkodalen overfor traktørstedet Ekkodalshuset. Kilden var en gammel helligkilde. Man mente, at det meget rene og velsmagende vand var helsebringende. I 1920'erne og 1930'erne kaldte man også kilden Ørsteds radiumkilde.
Kilden har sit navn efter den berømte videnskabsmand og naturfilosof, H.C. Ørsted. I 1819 var han blandt de første, der undersøgte og kortlagde Bornholms geologi. Sammen med forskerne L. Esmarch og I.G. Forchhammer opholdt han sig på Bornholm for at undersøge forekomsten af kullejer og jernmalme. Under dette besøg blev han privat ven med skovrider Hans Rømer.

## Ekkoet
Vilhelm Bergsøe skrev i 1893: "Almindingens berømteste parti er Kodalen, eller, som det med forskønnende variant hedder: Ekkodalen. Den bærer begge navne med lige ret, thi dens friske grønsvær, der som et bredt engdrag beklæder dalbunden, er lige så lokkende for køerne, som dens mærkværdige ekko er dragende for de glade skovgæster. Af og til ruller en artillerisalve ned gennem dalen. Man standser og lytter; et nyt skrald – og man opdager da, at det er lemmen til "Ørsteds Brønd", der af den muntre ungdom benyttes som en kanon, hvis lydbølger de stejle klippevægge kaster tilbage med tidobbelt ekko".
- Plankesti og trappe op af klipperne
- Vandløbet Læså løber gennem Ekkodalen
- Bergsøes mindedigt for Hans Rømer på klippevæggen

## Eksterne kilder og henvisninger
- Ekkodalen i Almindingen Arkiveret 29. maj 2009 hos  Wayback Machine
- Ekkodalshuset: Ekkoet Arkiveret 17. september 2011 hos  Wayback Machine

55°06′34″N 14°54′07″Ø / 55.10939°N 14.90186°Ø